# Chhutmalpur
Chhutmalpur es una ciudad censal situada en el distrito de Saharanpur en el estado de Uttar Pradesh (India). Su población es de 14274 habitantes (2011). 

## Demografía
Según el censo de 2011 la población de Chhutmalpur era de 14274 habitantes, de los cuales 8146 eran hombres y 7593 eran mujeres. Chhutmalpur tiene una tasa media de alfabetización del 79,46%, superior a la media estatal del 67,68%: la alfabetización masculina es del 86,14%, y la alfabetización femenina del 72,15%.